# Liercourt
Liercourt é uma comuna francesa na região administrativa de Altos da França, no departamento de Somme. Estende-se por uma área de 5,53 km². Em 2010 a comuna tinha 373 habitantes (densidade: 67,5 hab./km²).